# Le Lou-du-Lac
Le Lou-du-Lac è un comune francese soppresso del dipartimento dell'Ille-et-Vilaine nella regione della Bretagna. Dal 1º gennaio 2016 si è fuso con il comune di La Chapelle-du-Lou per formare il nuovo comune di La Chapelle-du-Lou-du-Lac di cui è comune delegato.

## Società

### Evoluzione demografica
Abitanti censiti